# Рудолф Австрийски
Рудолф Франц Карл Йосиф Австрийски (на немски: Rudolf Rudolf Franz Karl Josef von Österreich-Ungarn, 21 август 1858, замък Лаксенбург – 30 януари 1889, Майерлинг), кронпринц на Австрия, Унгария и Бохемия, е единственият син на австроунгарския император Франц Йосиф и на принцеса Елизабет Баварска (Сиси). Той е престолонаследник на императорския трон на Австро-Унгарската империя от раждането си. 
За разлика от консервативния си баща Рудолф израства като либерално настроен младеж, чиито възгледи се доближават силно до тези на майка му.Той е автор на няколко критични памфлета, които публикува в леви либерални издания под псевдоним. Заради възгледите му неговата дъщеря Елизабет Мария по-късно често е наричана Червената принцеса. 
През 1889 г. той и любовницата му Мария фон Ветсера са намерени мъртви в ловната хижа на Рудолф в Майерлинг. Смъртта му, за която се смята, че е самоубийство, се превръща във водещо заглавие в международната преса по това време и става причина за появата на различни теории, свързващи кончината на кронпринца с международни конспирации срещу Хабсбургската монархия.

## Произход
Рудолф е роден в замъка Лаксенбург близо до Виена, като единствен син и трето дете на император Франц Йосиф I и императрица Елизабет (Сиси). Носи името на първия хабсбургски крал на Германия Рудолф I. Има три сестри:
- Ерцхерцогиня София Федерика Доротея Мария Йозефа (1855 – 1857)
- Ерцхерцогиня Гизела Луиза Мария (1856 – 1932), принцеса на Унгария, принцеса на Бохемия, принцеса на Галиция и Лодомерия, принцеса на Хърватска, Славония и Далмация, съпруга на принц Леополд Баварски
- Ерцхерцогиня Мария Валерия Матилда Амалия (1868 – 1924), съпруга  на ерцхерцог Франц Салватор

## Биография

### Ранни години
Отгледан е от баба си по бащина линия ерцхерцогиня София Баварска заедно с по-голямата си сестра Гизела Луиза, с която е много близък. На 6-годишна възраст е отделен от сестра си, за да започне образованието си за бъдещ император на Австрия. Това не променя отношенията им и Гизела остава близо до него до напускането си на Виена през 1873 г. след брака си с принц Леополд Баварски. 
От гледна точка на баща му, който вижда в него не само свой престолонаследник, но и командир на армия в „стар стил“ и консервативно управление с древни традиции, Рудолф е направен полковник от раждането си. Той преминава основно военно и стратегическо образование, дадено му по точни инструкции на императора от генерал-майор граф Леополд Гондрекур, който е назначен за негов възпитател. Обучението му е свързано с физическо и емоционално насилие и вероятно е причина за по-късното му самоубийство. Той е отведен във военно училище, където е подложен на обичайните боеве с колани и потапяне в ледена вода, които се използват за закаляване на бъдещите войници. Детето, макар и много малко, е подложено на тестове за устойчивост, като например да остава в дъжд и студ в продължение на часове, или да бъде будено през нощта с изстрели пред вратата му, или да го изоставят в гората на Линц, за да го оставят да изпита усещания и преживявания, които трябва да го калят като мъж и да му помогнат да израсне като войник.
Когато майка му Елизабет разбира за това, тя незабавно оказва натиск да се промени този метод и да се даде повече място на естествените му наклонности; тя влиза в открит конфликт със съпруга си и със свекърва си, които са твърдо решени Рудолф да получи военно образование. Рудолф е поверен на граф Йозеф Латур фон Турмбург, който става негов основен възпитател. Под влиянието на един от своите учители в този период, Фердинанд фон Хохщетер (предопределен да стане първият директор на Природоисторическия музей във Виена), Рудолф се запалва по природните науки, започвайки в много ранна възраст да колекционира минерали, които след това нараства с времето. След смъртта му големи части от колекцията му от минерали става притежание на Университета по земеделие във Виена, който сега е известен като Университет за природни ресурси и науки за живота, Виена. Рудолф проявява слаб интерес към литературата и чуждите езици, изучаването на които все пак трябва да понесе по държавни причини. Голям любител на изкуството, той се занимава с живопис и създава произведения, които и до днес показват, че неговата страст и умения в тази област са били безспорни.
През 1877 г. граф Бомбей е учител на младия принц. Бомбей е бил попечител на лелята на Рудолф, императрица Шарлота Белгийска.

### Принц революционер
За разлика от политическия консерватизъм на баща си  и вероятно вдъхновен от майка си, Рудолф култивира ясно либерални политически възгледи. На няколко пъти се оказва враждебен към железния пакт, който свързва Виена с Германия на Ото фон Бисмарк, срещайки се по-охотно с представители на английското и на френското правителство. Неговото „революционно“ отношение и връзката му с политически кръгове, смятани за подозрителни, като социалистическите, води до това полицията на хабсбургския двор да следи движенията му, дори стигайки дотам, че да го преследва. Симпатизирайки на културата и политиката на независимост, добре изразени от т. нар. „Унгарски ренесанс“, Рудолф се ангажира да подобри политическите, социалните и икономическите условия на Унгария (която е съставна част от империята от този момент, наречена Австро-Унгария), както вече се е опитала неговата майка, като по този начин печели уважението на унгарските политически лидери. Те стигат толкова далеч, че да го помолят да поеме короната като крал на Унгария. Рудолф отхвърля предложението, тъй като знае, че това ще доведе до по-нататъшно непродуктивно разделение във вътрешността на империята, както и поставянето му в пряк конфликт с баща му.
В светлината на казаното не е изненадващо, че Франц Йосиф никога не му поверява важни вътрешнополитически задачи, именно защото идеите му са много далечни от тези на сина му. Но императорът съзира в Рудолф изключителен дипломатически талант и поради тази причина след определена възраст го изпраща в цяла Европа да преговаря и да представлява Хабсбургската монархия. В годините, в които е изпратен от баща си императора в Прага, принцът не пести остри критики към правителството на австрийския министър-председател Едуард Тафе, които публикува анонимно във виенските вестници. 
Междувременно Рудолф продължава да култивира страстта си към орнитологията и геологията, като винаги поддържа силни връзки с Виенския университет и често е канен на откриването на научни панаири и изложби като откриването през 1883 г. на първата система за обществено осветление, използваща електричество.
През 1885 г. той публикува труд, озаглавен „Пътешествие в Ориента през 1881 г.“, относно очарованието си от Османската империя и ориенталската и племенна култура, до такава степен, че в дворцовите си апартаменти той създава характерна „турски всекидневна", за да приюти всички предмети, които е донесъл от това пътуване. През целия си живот принцът  се ангажира с голям проект, публикуван посмъртно, състоящ се в създаването на голяма енциклопедия на Австро-Унгарската империя, придружена от изображения и описания, които биха позволили на много народи, съставляващи държавите от Хабсбургската монархия, да оценят красототата на културата и  изкуството, които трябва да споделят.

### Брак
На 10 май 1881 г. в Августинската църква във Виена кронпринцът се жени за белгийската принцеса Стефани, дъщеря на белгийския крал Леополд II. 
Първоначално Рудолф изглежда искрено влюбен в жена си, въпреки че майка му оценява снаха си като „неудобна глупачка“. Стефани, от своя страна, е подготвена за този брак с идеята да бъде съпруга на монарх от 19 век, тоест с функцията да „произведе наследници“, за да гарантира продължаването на трона и по-скоро заради това отколкото от любов тя изпитва нещо повече от благоговейна преданост към Родолфо. Франц Йосиф я избира заради нейния покорен характер, защото произлиза от европейско кралско семейство и заради дълбоката й католическа религиозност, която би допринесла за укрепване на традиционната връзка между императорския трон и Държавата на Църквата.
Въпреки че първоначално бракът им е щастлив и през септември 1883 г. се ражда дъщеря им Елизабет Мария, двамата съпрузи постепенно се отчуждават един от друг. След раждането на детето Рудолф става все по-нестабилен, тъй като пие много и има афери с други жени, сред които Мици Каспар и Мария фон Ветсера. Това негово поведение обаче не е съвсем ново, тъй като той има дълга история на безразсъдна разпуснатост и преди брака си.
През 1886 г. Рудолф се разболява сериозно и двойката е насочена за лечение към остров Лакрома (днешна Хърватия). По време на транзита Стефани също се разболява сериозно. Диагнозата на двойката е перитонит и тя се пази в тайна по заповед на императора. След интензивно лечение Стефани успява да се възстанови от болестта, но става стерилна, тъй като болестта разрушава маточните й тръби. Рудолф най-вероятно я е заразил с гонорея. Принцът обаче не се подобрява от лечението и става все по-зле. Вероятно той се е заразил със сифилис в допълнение към гонореята. За да се справи с последиците от болестта, той започва да приема големи дози морфин. През 1889 г. в двора вече е известно, че Стефани няма да има повече деца и че здравето на Рудолф се влошава.

### Трагедия в Майерлинг
Въпреки брака си Рудолф продължава да води разпуснат живот в търсене на нови удоволствия и стимули в среда, напълно различна от тази на двора и собственото му семейство, особено след като бракът му с принцеса Стефани е по-скоро привиден. Той е чест посетител на бордеи от висока класа, където се запознава с Мици Каспар, която е негова любовница дълго време. Той прави Мици своя довереница и няколко пъти, погълнат от непрекъснатата депресия, която го съпътства, смесена с употребата на опиати и постоянните унижения, на които е подложен от баща си, се опитва да се самоубие, но Мици винаги успява да го спре навреме. Той дори й предага да се самоубият заедно и тя информира полицията за плановете му, но не получава адекватно внимание, защото думите й са заклеймени като „брътвежи на проститутка“. Мици умира през 1907 г. от сифилис, но Рудолф си спомня за нея в момента на смъртта й, оставяйки й 30 000 флорина в завещанието си.
За да се откъсне от тревогите на дворцовия живот и да се посвети на последните страсти, които са му останали, през 1886 г. Рудолф купува сграда в Майерлинг и я прави свой ловен павилион. През ноември 1888 г. той се запознава с очарователната 17-годишна баронеса Мария (Мери) фон Ветсера, с която започва любовна връзка. Ветсера е силно увлечена по принца от години и е готова на всичко за него. 
На 29 януари 1889 г. Рудолф се оттегля в хижата си в Майерлинг, където пристига тайно и Ветсера. На 30 януари сутринта 30-годишният принц Рудолф и 17-годишната баронеса са открити простреляни, като заключението на лекарите е самоубийство. Трагедията им остава загадка и до днес, като най-разпространените версии са, че първо се самоубива Рудолф и след него Мария, а другата, че Рудолф убива Мария и след това себе си. Съществува и версия за заговор. Правителството крие обстоятелствата около гибелта на принца (представяйки я като нещастен случай), но подробностите бързо се разпространяват из цяла Европа.
След самоубийството неофициалната версия приписва фаталния край на искането на Франц Йосиф към сина му да прекрати връзката си с девойката. Въпреки че във вестниците първоначално изтича новината за внезапната му смърт поради сърдечен удар, слуховете за самоубийство продължават да циркулирт. Императорът не може да крие дълго истината, като в един момент признава, че синът му се е самоубил, но пропуска подробностите за присъствието на любовницата му, които биха се считали за неуместни за времето. Тъй като самоубийството би попречило да му бъде дадено църковно погребение, Рудолф е официално обявен за човек в  състояние на „психически дисбаланс“ и е погребан в Императорската крипта на Капуцинската църква във Виена. Тялото на любовницата му обаче е изнесено от Майерлинг посред нощ и е тайно погребано в селското гробище в Хайлигенкройц.  Императорът преобразува Майерлинг в манастир за покаяние на монахини кармелитки и дарява храм, така че монахините да отправят вечни молитви за упокоението на душата на Рудолф. Личните писма на Ветсера са открити в сейф в австрийска банка през 2015 г. и разкриват, че тя се е готвила да се самоубие заедно с Рудолф от любов.

### Последствия от смъртта на Рудолф
Смъртта на Рудолф е втора от поредицата трагични кончини в дома на Хабсбургите, започнали с екзекуцията на чичо му Максимилиан в Мексико през 1867 г., и в крайна сметка се оказва зловещо предвестие за съдбата на династията и империята.
Нелепата кончина на единствения им син първоначално нанася дълбок удар в отношенията между родителите му – императрицата изпада в дълбок траур и окончателно се отделя от съпруга си. Сиси започва да носи само черно или перлено сиво, цветовете на траура, и това продължава до края на живота й; тя  прекарва все повече време далеч от императорския двор във Виена. Дъщеря й Гизела се страхува, че тя също може да се самоубие. През 1898 г., докато е в Женева, Швейцария, 60-годишната Сиси е убита от италианския анархист Луиджи Лукени .
Смъртта на Рудолф оставя император Франц Йосиф без пряк мъжки наследник. По-малкият брат на Франц Йосиф, ерцхерцог Карл Лудвиг, е следващият по линия на австро-унгарския трон, въпреки че е лъжливо съобщено, че той се е отказал от правата си за наследяване. Във всеки случай смъртта му през 1896 г. от коремен тиф прави най-големия му син, ерцхерцог Франц Фердинанд, предполагаем наследник. Въпреки това Франц Фердинанд е убит в Сараевския атентат през 1914 г. (събитие, което ускорява Първата световна война), така че когато император Франц Йосиф умира през ноември 1916 г., той е наследен от Карл I, син на по-малкия брат на Франц Фердинанд – Ото Франц. Исканията на американския президент Удроу Уилсън принуждавар император Карл I да се откаже от участие в държавните дела във Виена в началото на ноември 1918 г. В резултат на това Австро-Унгарската империя престава да съществува и се създава република без революция. Карл I и семейството му отиват в изгнание в Швейцария, след като прекарват кратко време в замъка Екарцау.
След единадесет години вдовство на 22 март 1900 г. в замъка Мирамаре вдовицата на Рудолф Стефани се омъжва за граф Елемер Лоняйм, от по-нисък ранг. Императорът неохотно дава разрешението си, но Стефани загубва ранга си и императорските си титли, макар че дъщеря ѝ Елизабет Мария остава във Виена под настойничеството на дядо си.

## Брак и потомство
∞ 10 май 1881 във Виена за принцеса Стефани Клотилда Луиза Белгийска (21 май 1864, Лакен – 23 август 1945, Панонхалма), дъщеря на краля на Белгия Леополд II и на Мария-Хенриета Австрийска, от която има една дъщеря:
- Елизабет Мария Хенриета Стефания Гизела Австрийска (2 септември 1883, замък Лаксенбург – 16 март 1963, Виена), ерцхерцогиня на Австрия, с псевдоним „Ержи“ и „Червената ерцхерцогиня“, понеже става социалистка и член на Социалдемократическата партия на Австрия. ∞ 1. 23 януари 1902 в Хофбург във Виена за принц Ото цу Виндиш-Грец (1873 – 1952), от когото има трима сина и една дъщеря 2. ∞ 4 май 1948 за Леополд Пецнек, социалдемократ и учител, от когото няма деца.

## Памет
- Mayerling, филм от 1936 г., режисиран от Анатол Литвак, с Шарл Боайе и Даниел Дарийо, базиран на роман на Клод Ане.
- Сараево (1940), филм, режисиран от Макс Офюлс, започващ със смъртта на Рудолф.
- Измисленият мюзикъл „Маринка“ (1945), с книга на Джордж Марион младши и Карл Фаркас, текст на Джордж Марион младши, музика на Имре Калман.
- Mayerling, филм от 1957 г., с участието на Мел Ферер като престолонаследника Рудолф, Одри Хепбърн като баронеса Мери Ветсера и Лорн Грийн като кайзер Франц Йосиф.
- Mayerling, филм от 1968 г., с участието на Омар Шариф като престолонаследника Рудолф, Катрин Деньов като Мери, Джеймс Мейсън като кайзер Франц Йосиф и Ава Гарднър като императрица Елизабет.
- Японският Takarazuka Revue „Utakata no Koi“/„Ephemeral Love“, базиран на филма от 1968 г.
- Requiem for a Crown Prince, едночасов епизод от британския документален/драматичен сериал Fall of Eagles (1974), режисиран от Джеймс Фърман и написан от Дейвид Търнър, проследява в детайли събитията от 30 януари 1889 г. и следващите няколко дни в Майерлинг .
- Филмът на Миклош Янчо от 1975 г. Vizi privati, pubbliche virtù („Лични пороци, обществени добродетели“) – смела реинтерпретация на инцидента в Майерлинг, в който влюбените и техните приятели са убити от императорските власти за заговор за детрониране на императора и за груба неморалност, докато Мария Ветсера е изобразена като хермафродит, което няма паралел в историята. Филмът е заклеймен от някои критици като безпричинно скандален, но режисьорът се интересува да покаже как упадъкът и лицемерието на империята се отразяват на поведението.
- Балетът Mayerling от 1978 г. на Кенет Макмилан .
- Японска манга от Higuri You, "Tenshi no Hitsugi" (Angel's Coffin) (2000).
- Престолонаследникът (на немски: Kronprinz Rudolfs letzte Liebe; на френски: Prince Rodolphe: L'Héritier de Sissi; на италиански: Il destino di un principe), телевизионен филм от 2006 г. в две части, режисиран от Робърт Дорнхелм .
- Мюзикълът на композитора Франк Уайлдхорн Rudolf – Affaire Mayerling (2006), продуциран в някои територии като The Last Kiss или Rudolf – The Last Kiss.
- Пиесата Рудолф (2011) от Дейвид Логан драматизира последните няколко седмици от живота на принц Рудолф.[22]
- Силно измислена версия на инцидента в Майерлинг е изобразена във филма от 2006 г. „Илюзионистът“. Престолонаследникът Леополд (изигран от Руфъс Сюъл) е измислен аналог на Рудолф.